# 凯氏金蛛
凯氏金蛛（学名：Argiope keyserlingi）为园蛛科金蛛属的动物。分布于澳大利亚的昆士兰和新南威尔士以及台湾岛等地。